# Ewa Podles
Ewa Podleś (Varsovia, 26 de abril de 1952-19 de enero de 2024) fue una contralto de coloratura polaca, 

## Biografía
Su amplio repertorio abarca desde óperas barrocas (Giulio Cesare, Ariodante, Orfeo ed Euridice) hasta bel canto (Il barbiere di Siviglia, Tancredi, La donna del Lago, Semiramide, Norma, etc.), sin olvidar algún papel de Wagner (ha cantado Erda El anillo del Nibelungos. Der Ring des Nibelungen) o incluso Richard Strauss (Klytamnestra), así como frecuentes interpretaciones de Lieder románticos.
Su carrera internacional inició en 1982 cuando ganó varios concursos (Ginebra, Río de Janeiro, Atenas, Barcelona, Toulouse y Moscú).  
Su voz poseía un amplio rango de más de tres octavas (La2-Mi6) y un instrumento de inusual color, flexibilidad y textura.